# 恩德山
46°47′35″N 10°33′56″E / 46.793112°N 10.565527°E

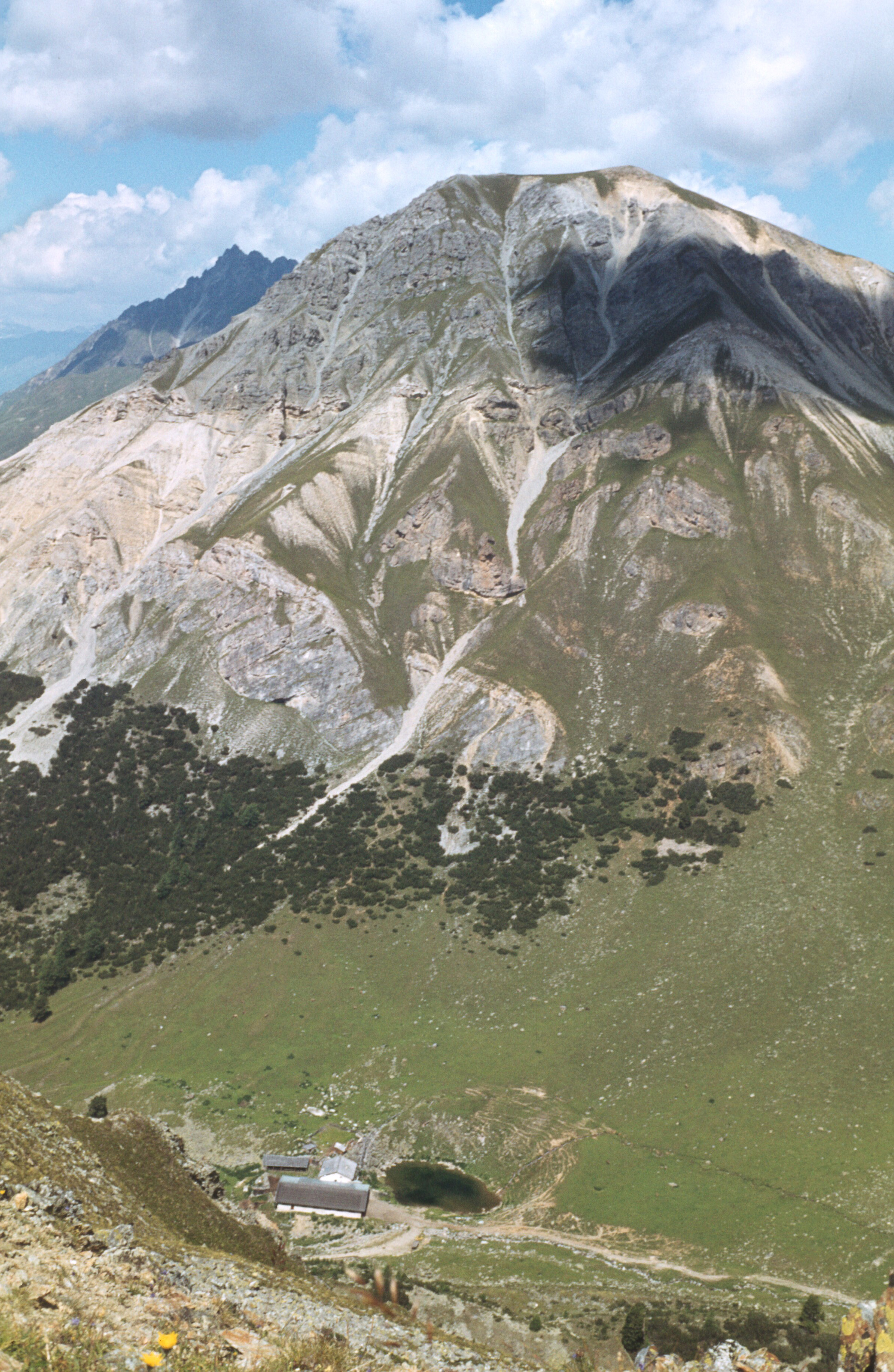

恩德山（義大利語：Endkopf），是意大利的山峰，位於該國東北部，由博爾扎諾-南蒂羅爾自治省負責管轄，屬於奧茨塔爾阿爾卑斯山脈的一部分，海拔高度2,652米。